# Nosopon clayae
Nosopon clayae är en insektsart som beskrevs av Price och Beer 1963. Nosopon clayae ingår i släktet Nosopon, och familjen spolätare. Arten är reproducerande i Sverige.